# Tu-324 (航空機)

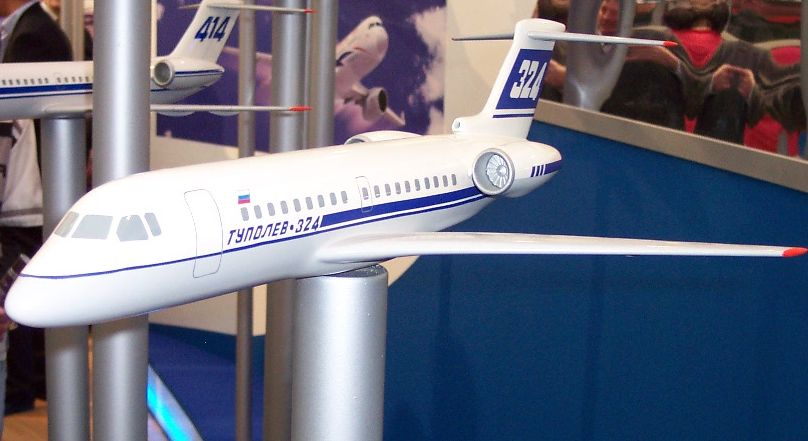
Tu-324（模型）

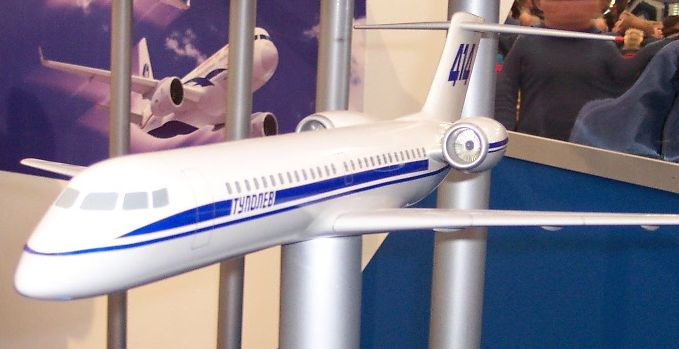
Tu-414（模型）

Tu-324(ロシア語:Ту-324）とはロシアの航空機メーカーであるツポレフが開発を提案している地域ジェット旅客機である。エンジンをリマウント方式で搭載した双発の旅客機で、かつてツポレフが開発したTu-134やTu-334に類似したサイズであるが、サイズも短く、やや乗客数がすくない。またロシアでは従来無かった点として富裕層や大企業向けのプライベート型も提案していることである。同時に大型化したTu-414の開発も提案している。

## スペック（予定）
| 機種名       | Tu-324 | Tu-414  |
| ------------ | ------ | ------- |
| 全長         | 50 m   | 46 m    |
| 高さ         | 7,3 m  | 8,3 m   |
| 全幅         | 23,2 m | 27,7 m  |
| 最大離陸重量 | 23,7 t | 38,15 t |
| 貨物積載重量 | 5,5 t  | 8 t     |
| 乗客数       | 52-56  | 72-76   |
| エンジン     | AI-22  | BR-710  |